# The Silent House
The Silent House ist ein 2010 entstandener Horrorfilm aus Uruguay.

## Handlung
Laura und ihr Vater wollen das leer stehende Haus ihres Bekannten Wilson renovieren, da dieser es verkaufen möchte. Um gleich am nächsten Tag mit den Arbeiten beginnen zu können, verbringen sie eine Nacht in dem Haus. Da alle Fenster vernagelt sind, ist es im Haus selbst zur Tageszeit sehr dunkel. Wilson weist die beiden an, das Obergeschoss nicht zu betreten, da der Boden einsturzgefährdet sei.
Zunächst findet Laura in einem Raum ein plötzlich angeschaltetes Radio, welches sie ausschaltet. Schon nach kurzer Zeit hört Laura jedoch wiederholt ein polterndes Geräusch aus dem Obergeschoss. Ihr Vater geht der Ursache nach. Folglich hört Laura Kampfgeräusche und ist zugleich besorgt. Kurz darauf findet sie ihren toten Vater gefesselt in einem Raum des Untergeschosses. Da sie seine Leiche umarmt, ist ihre Kleidung fortan blutverschmiert.
Sie versucht, aus dem Haus zu fliehen, doch die Türen wurden verschlossen. Mit einer Sichel und einer Lampe bewaffnet irrt sie durch das Haus, um einen Weg nach draußen zu finden. Als sie das Wohnzimmer erneut betritt, liegt ihr toter Vater nicht wie zuvor auf dem Boden, sondern in dem Sessel, in dem er zuvor geschlafen hatte. Auf ihm hat man eine seltsame Puppe platziert.
Erneut spielt eine Melodie aus einem Radio, dieses Mal jedoch aus dem Obergeschoss. Erst jetzt steigt auch Laura über die Treppe ins Obergeschoss, wo sie an der Wand eine Blutspur findet und auch dieses Radio ausschaltet. Als sie Schritte hört, versteckt sie sich unter einem Tisch und schaltet ihre Lampe aus. Eine unbekannte Person mit einem Messer und einer Lampe betritt suchend den Raum, scheinbar bemerkt sie Laura jedoch nicht und verschwindet wieder. Erst jetzt findet Laura den Schlüssel zur Haustür. Sie rennt die Treppe hinab und hört, dass sie jemand verfolgt. Dennoch gelingt es ihr, die Haustüre aufzusperren und aus dem Haus zu fliehen.
Nachdem sie panisch durch das Waldstück vor dem Haus geirrt ist, kommt sie auf dem Waldweg zu stehen. Im Hintergrund nähert sich der Verfolger mit einer Lampe. In diesem Moment wird sie beinahe von dem Eigentümer Wilson überfahren, der mitternachts aus unbekannten Gründen auf dem Weg zum Haus war. Die Lampe des Verfolgers erlischt sofort. Obwohl Laura mit Blut überschmiert ist und sie Wilson mitteilt, dass sie angegriffen worden sind, scheint dieser den Ernst der Lage nicht zu erkennen und besteht trotz Lauras Einwänden darauf, im Haus nach dem Angreifer zu suchen.
Die beiden betreten das Haus. Als Laura gesteht, dass ihr Vater im Obergeschoss angegriffen wurde, macht Wilson ihr Vorwürfe, da sie seine Anweisung dieses auf keinen Fall zu betreten missachtet haben. Wenig später verschwindet Wilson durch eine Tür und Lauras Lampe erlischt. Nur mithilfe eines analogen Fotoapparats kann sie den Raum durch das Auslösen des Blitzes für je einen Augenblick beleuchten. Bei einem der Fotos sieht sie ein Mädchen mit heftigen Augenringen in einem weißen Kleid. Beim letzten Bild stürzt ein junger Mann mit einem Messer auf sie zu.
Laura springt auf und flüchtet unverletzt ins nächste Zimmer, welches gut beleuchtet ist. In einem Kinderwagen und an einer Wand findet sie Bilder von Wilson mit einer leicht bekleideten Frau.
Dann steigt sie wieder ins Untergeschoss hinab, wo sie Wilson findet. Dieser ist ebenfalls gefesselt und liegt schwer verletzt am Boden. Laura beugt sich über Wilson und die beiden küssen sich. Danach führen sie ein kurzes Gespräch: Wilson gesteht Laura zunächst, dass er sie liebe und dass er sie und ihren Vater nur gerufen habe, um sie zu sehen. Dahingegen weist Laura Wilson darauf hin, dass sie seine Fotos im Obergeschoss gefunden habe und fragt ihn: „Vermisst du sie? Möchtest du ihr etwas sagen? Sie ist gerade hier.“ Im Spiegel ist kurz erneut das Mädchen im weißen Kleid mit den heftigen Augenringen zu sehen, welches sich scheinbar auch im Raum befindet. Laura wird während des Gespräches zunehmend aggressiv und schreit Wilson an. Schließlich sagt sie nur noch: „Ihr habt mein Baby getötet. Du wirst so sterben wie mein Vater.“ Daraufhin schleift sie Wilson ins Wohnzimmer und wuchtet ihn auf den Stuhl, in dem ihr Vater geschlafen hatte, nachdem sie seine Leiche auf dem Boden platziert hat. Hiernach legt sie die seltsame Puppe, welche zuvor auf ihrem Vater lag auf Wilson und tötet ihn mit einer Sichel.

## Kritik
Das Lexikon des internationalen Films befand: „Der mit einer Fotokamera gedrehte Low-Budget-Horrorfilm hat einige atmosphärisch dichte Momente; da er aber ausschließlich aus der Perspektive der Protagonisten erzählt, entstehen logische Ungereimtheiten, die nur mühsam behoben werden können.“

## Entstehung und Besonderheiten
The Silent House wurde angeblich in einer einzigen Kamera-Einstellung gedreht, ohne Schnitte, und erzählt eine Geschichte, die sich in den 1940er Jahren in einem kleinen uruguayischen Dorf zugetragen haben soll.
Eher sparsam an eigentlicher Handlung, lebt der Film vor allem vom Setting.

## Neuverfilmung
2011 entstand unter dem Titel Silent House eine US-Neuverfilmung. Die Regie führte bei diesem Film Chris Kentis und Laura Lau, die ihren Film mit Elizabeth Olsen, Adam Trese und Eric Sheffer Stevens in den Hauptrollen besetzt.